# Tapadora

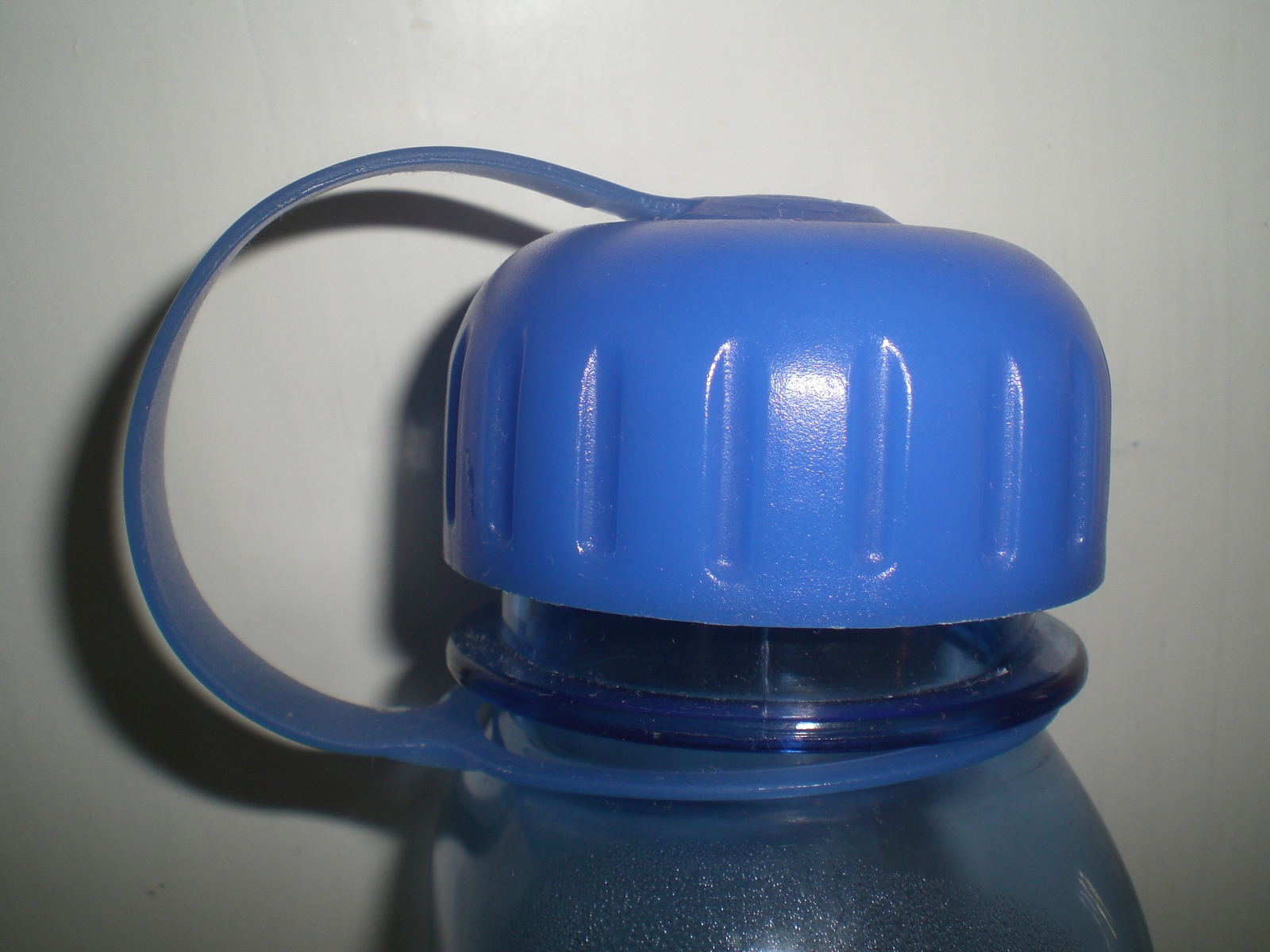
Tap d'una ampolla de plàstic.

Una tapa, tapadora o cobertora és una part d'un contenidor, com un recipient o una ampolla que serveix per a tancar o segellar i evitar que el contingut del recipient es vessi o s'esbravi.
És dit sobrecopa (o sobrecop) quan és la tapadora d'una copa o d'un got.
S'han trobat tapes fetes de ceràmica que es remunten al 3100 a. C.